# Tour de la Dodenne
La tour de la Dodenne (ou tour de Dodenne) est une ancienne porte d'eau de l'enceinte de Valenciennes (département français du Nord), qui contrôlait l'entrée des eaux de la Rhonelle dans la ville.

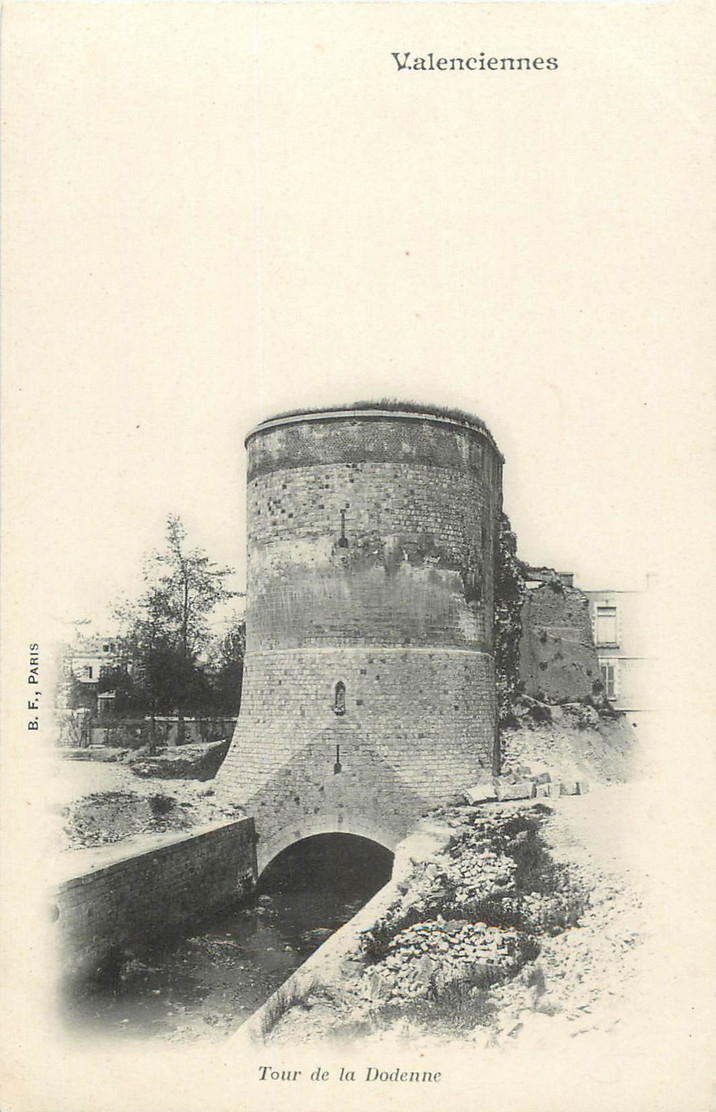
Tour de la Dodenne à cheval sur la Rhonelle.

Construite au XIVe siècle par Albert de Bavière, elle doit son nom (dodenne en picard signifie « dos d'âne ») à la forme de la voûte surbaissée par laquelle elle enjambe la Rhonelle.
La tour est classée au titre des monuments historiques par arrêté du 17 février 1904.

## Galerie

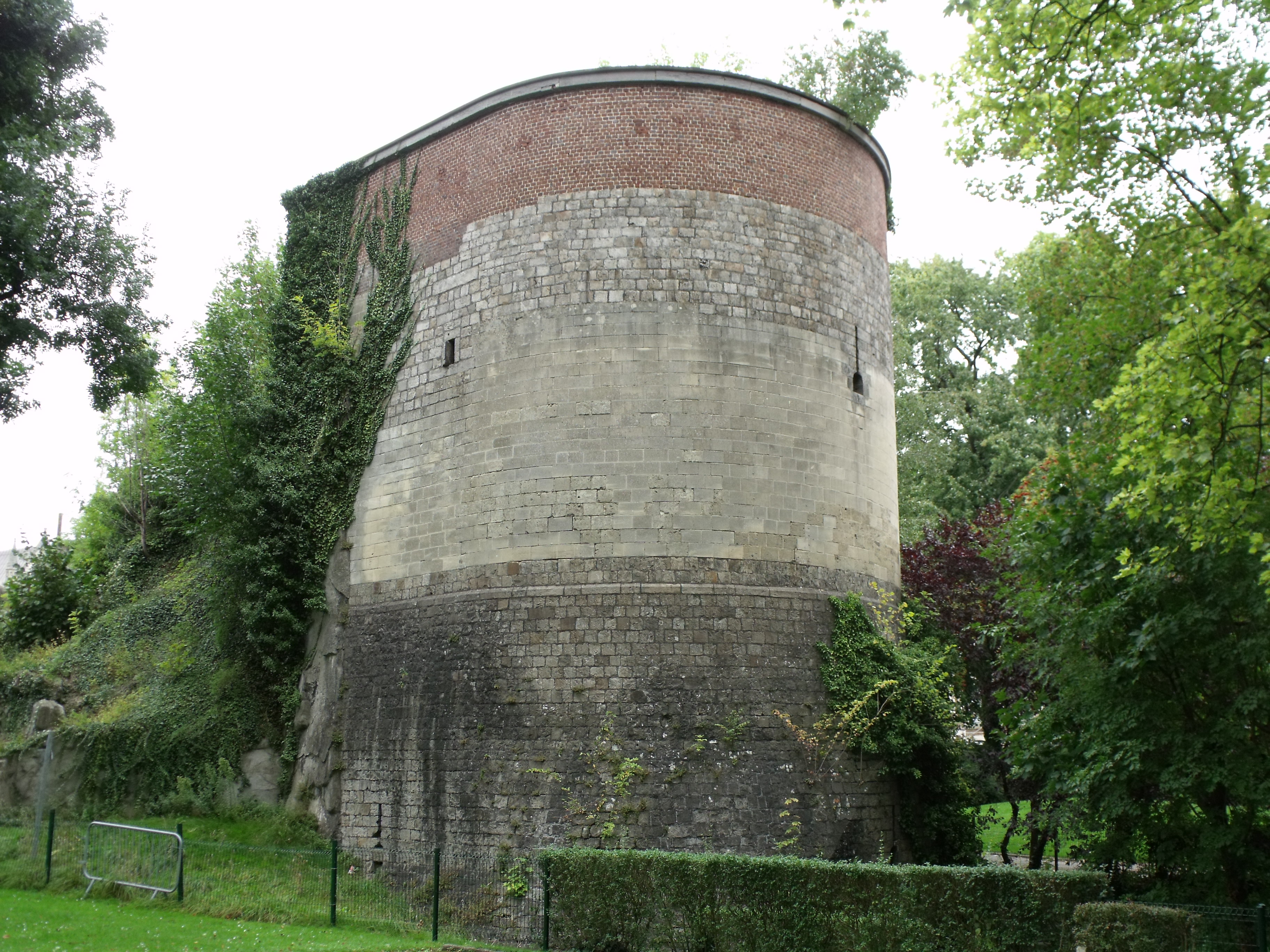
Vue côté campagne.
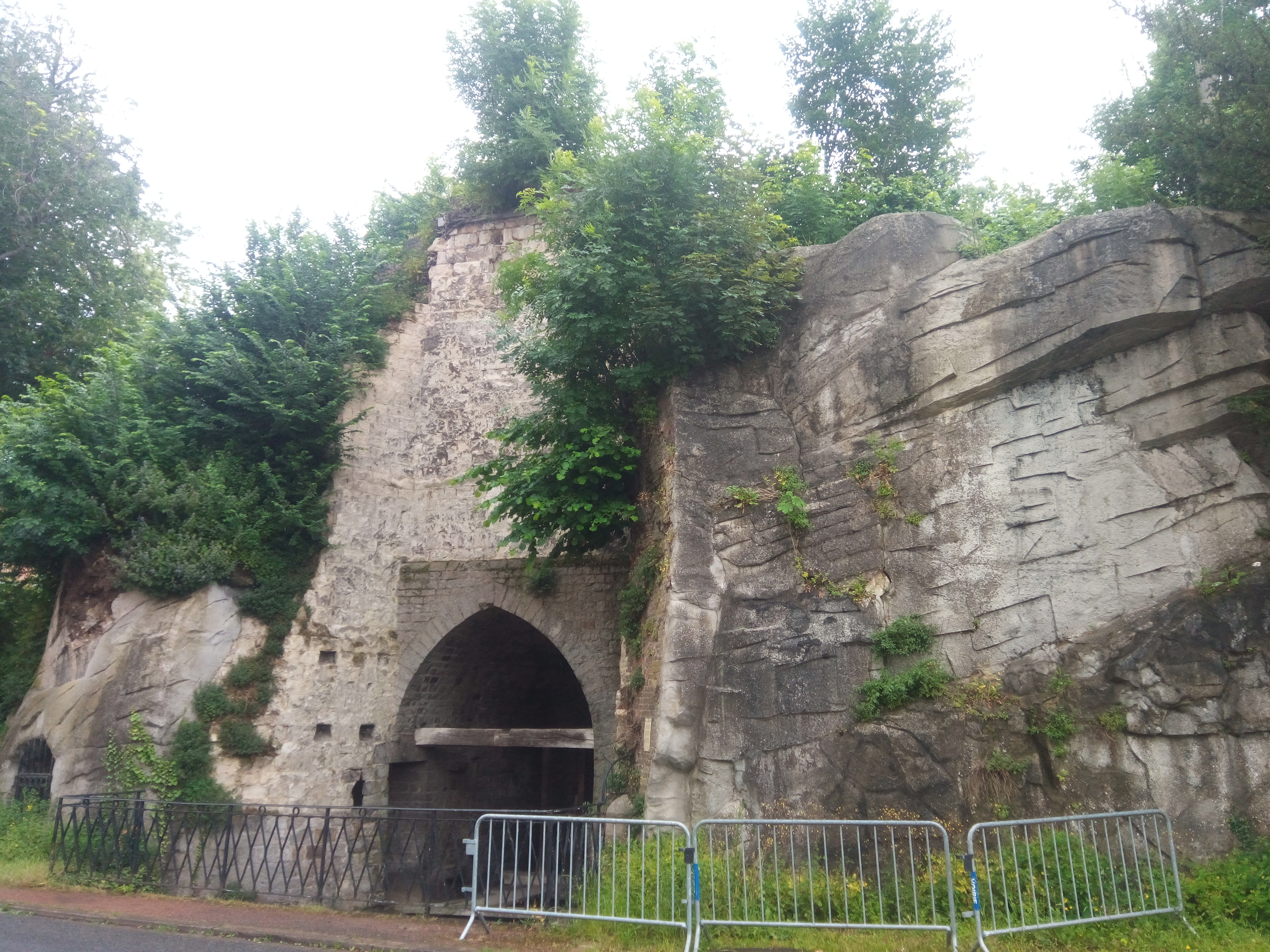
Vue côté ville.
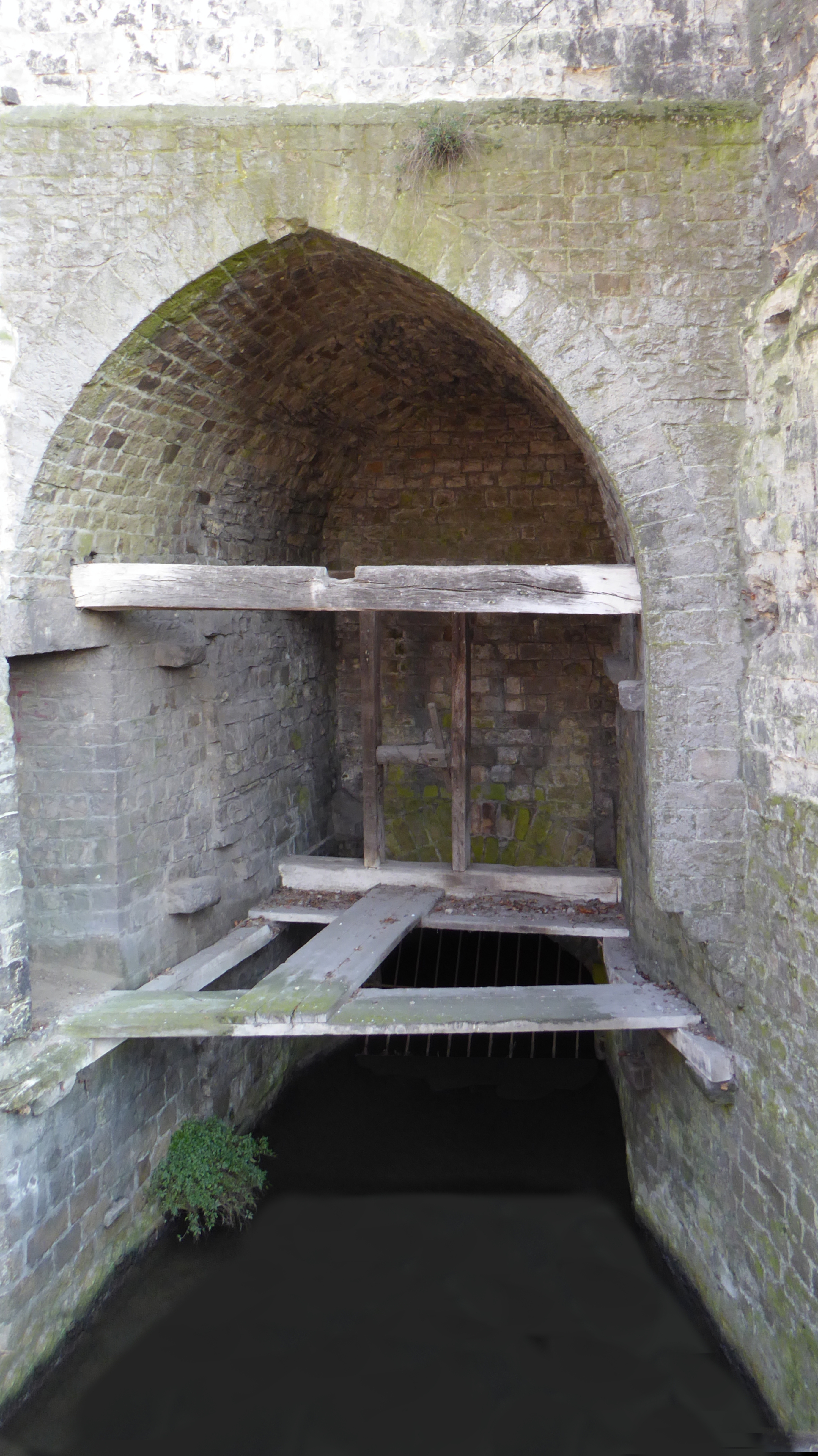
Idem, détail du passage des eaux.